# Rod Rosenstein
Rod Jay Rosenstein (Philadelphia, Pennsylvania, 13 januari 1965) is een Amerikaans fiscaal jurist en politicus.
Hij was de plaatsvervangend hoogste openbare aanklager en plaatsvervangend minister van Justitie van de Verenigde Staten. Ten tijde van zijn benoeming in april 2017 was hij de langstzittende openbare aanklager van de VS. Van 12 juli 2005 tot 26 april 2017 was hij de hoogste openbare aanklager in het district Maryland, onder resp. de presidenten George W. Bush en Barack Obama. 
Rosenstein werd in zijn functie benoemd door president Trump op 13 januari 2017. Deze benoeming werd bevestigd door de Senaat op 25 april 2017. Hij nam ontslag in april 2019, wat effectief werd op 11 mei 2019.

## Opleiding
Hij studeerde in 1986 summa cum laude af in de economie aan de Wharton School van de University of Pensylvania. Zijn juridische graad J.D. behaalde hij cum laude in 1989 aan de Harvard Law School.

## Departement van Justitie
Na zijn klerk-tijd werd hij aangesteld op het ministerie van Justitie. Van 1990 tot 1994 hield hij zich bezig met de vervolging van verdachten van publieke corruptie. Hij maakte toen deel uit van een Sectie voor Publieke Integriteit, die onder leiding stond van de toenmalige plaatsvervangend hoogste openbare aanklager Robert Mueller.
In de daaropvolgende jaren onder het presidentschap van Bill Clinton assisteerde en/of adviseerde hij verschillende (speciale) aanklagers op het ministerie. In 1998 werd hij verkozen om mee te werken in het team van speciale aanklager Kenneth Starr, dat de z.g. Whitewater-kwestie rond het ex-gouverneurs-paar Bill en Hillary Clinton in hun Arkansas-tijd onderzocht.
Van 2001 tot 2005 diende Rosenstein als Principal Deputy Assistant Attorney General voor de afdeling Belastingen van het ministerie van Justitie. Hij coördineerde de handhavingsactiviteiten van de Tax Division, justitiële aanklagers en de IRS. Ook gaf hij leiding aan 90 aanklagers en 30 ondersteunende ambtenaren.

## Ontslag FBI-directeur James Comey
Op 8 mei 2017 gaf president Trump aan minister van Justitie Jeff Sessions en Rosenstein opdracht een zaak tegen FBI-directeur James Comey op schrift te stellen. De volgende dag overhandigde Rosenstein zijn chef een memo dat de basis vormde van diens aanbeveling aan de president om Comey te ontslaan.
Rosenstein moest hiervoor als plaatsvervanger de verantwoordelijkheid nemen omdat zijn chef, minister Jeff Sessions, zelf onderwerp van onderzoek was in het dossier over mogelijke connecties tussen het Trump-team en Rusland.
In zijn memo benadrukte Rosenstein dat de FBI een directeur moest hebben, die 'de ernst van de fouten toegeeft en belooft ze nooit meer te herhalen'. Hij eindigt met een argument tegen het continueren van de leiding van de FBI door Comey, op grond van de overweging dat hem de kans was geboden om 'zijn fouten toe te geven', maar dat er geen hoop is 'dat hij de nodige corrigerende acties in gang zal zetten'.
Critici argumenteerden dat Rosenstein door het ontslag van Comey mogelijk te maken te midden van het onderzoek naar de Russische inmenging in de presidentsverkiezing van 2016, zijn reputatie onafhankelijk te zijn, beschadigde. Na interne geruchten dat Rosensteins memo de doorslag zou hebben gegeven voor Comey's ontslag, zou Rosenstein volgens een anonieme Witte Huis-medewerker gedreigd hebben ontslag te nemen. Rosenstein sprak deze claim tegen en zei 'dat hij niet zou opstappen', toen hem dat rechtstreeks werd gevraagd door een reporter van de Sinclair Broadcast Group. Op 17 mei 2017 verklaarde Rosenstein tegen de voltallige Senaatscommissie, dat hij wist dat Comey zou worden ontslagen, voordat hij zijn controversiële memo schreef, dat het Witte Huis in eerste aanleg gebruikte als een rechtvaardiging voor het besluit van president Trump om directeur Comey te ontslaan.

## Aanstelling speciale aanklager
Op 17 mei 2017 stelde Rosenstein de alom gerespecteerde voormalige FBI-directeur Robert Mueller aan als speciale aanklager om het onderzoek te leiden naar 'verbindingen en/of afstemming tussen de Russische regering en met de Trump-campagne geassocieerde individuen, alsmede naar elke kwestie, die uit dat onderzoek naar boven komt'. Rosensteins opdracht machtigt Mueller strafrechtelijke aanklachten aanhangig te maken in het geval hij misdrijven tegen federale regelgeving vaststelt.
In een verklaring zei hij: 'Mijn besluit is geen constatering dat er misdaden zijn gepleegd of dat er vervolging is gewettigd. Zo'n vaststelling heb ik niet gedaan. Wat ik heb vastgesteld is dat op basis van de unieke omstandigheden het openbare belang van mij verlangt om dit onderzoek te plaatsen onder de autoriteit van een persoon, die een graad van onafhankelijkheid uitoefent van de reguliere keten van gezag.'
In een interview met Associated Press zei Rosenstein dat hij zichzelf buiten spel zou plaatsen als supervisor van aanklager Mueller, als hij onderwerp van het onderzoek zou worden vanwege zijn rol in het ontslag van James Comey. In die situatie zou de supervisie toevallen aan de 'derde in rang' van het ministerie, 
Associate Attorney General Rachel Brand (sinds 21 februari 2018 is dit Jesse Panuccio).
Op 7 november 2018 besloot president Trump, onmiddellijk aansluitend op de ontslagname van minister Jeff Sessions, het toezicht op het onderzoek van speciale aanklager Robert Mueller over te dragen aan de interim-procureur-generaal Matthew Whitaker. 
Vanwege het tijdelijke karakter van zijn aanstelling behoefde Whitakers benoeming geen bevestiging van de Senaat. Hoe de taakverdeling tussen Rosenstein en Withaker is ten aanzien van het onderzoek van speciale aanklager Robert Mueller is niet duidelijk. Begin januari 2019 werd duidelijk dat Rosenstein het departement zou verlaten. Rosenstein diende zijn ontslag als plaatsvervangend Attorney General op 29 april 2019 in; het ging in op 11 mei 2019. Rosenstein trad in januari 2020 weer toe tot het advocatenkantoor King & Spalding in Washington D.C. als partner in het team "Special Matters and Government Investigations".